# ماريا مونك
ماريا مونك (27 يونيو 1816- صيف 1849) هي امرأة كندية ادعى كتابها بعنوان إفصاحات فظيعة لماريا مونك، أو كشف الأسرار الخفية لحياة راهبة في دير (1836) أنه يفضح الاعتداء الجنسي المنهجي على الراهبات وقتل الأطفال الذي نتج عنه على يد قساوسة كاثوليك في الدير التابعة له في مونتريال. يعتبر العلماء هذا الكتاب خدعة مناهضة للكاثوليكية.
نُشِر كتاب إفصاحات فظيعة لماريا مونك في يناير 1836. ادعت فيه مونك أن راهبات جماعة فرسان القديس يوسف الدينية في دير مونتريال في مستشفى أوتيل ديو، واللواتي أطلقت عليهن اسم «الراهبات السود»، أُجبروا على ممارسة الجنس مع الكهنة في معهد اللاهوت المجاور، وزُعِم أن الكهنة كانوا يدخلون الدير عبر نفق سري. كان الأطفال الذين يولدون نتيجة ذلك يُعمدون ثم يُخنقون ويُلقَون في حفر جير في الطابق السفلي، أما الراهبات غير المتعاونات فُقِد أثرهن.
تحتوي قصة مونك على تناقضات مختلفة، فذكرت في روايتها أن هناك ثلاثة أديرة في مونتريال، «دير الراهبات الأبرشانيات (دير الراهبات الجماعي)، ودير الراهبات الأسود، أو دير الأخت بورجواز، ودير الراهبات الرمادي». كانت الراهبات الأبرشانيات من جماعة راهبات نوتردام في مونتريال التي أسستها مارغريت بورجوايز، وليس راهبات المحبة كما ذكرت مونك في بداية نصها. أدارت راهبات جماعة فرسان القديس يوسف الدينية، اللواتي كانت عاداتهن سوداء ولكن لم يكن يُطلق عليهن غالبًا اسم «الراهبات السود»، مستشفى أوتيل ديو حيث ادعت مونك أنها دخلت إليه وعانت فيه، وأنه لم يؤسَّس من قبل «الأخت بورجواز»، وأن راهبات المحبة كنَّ معروفات باسم الراهبات الرماديات.
عُرِفَت مونك بأنها عاشت في مصحة في سنواتها الأولى، وأن إحدى الراهبات المذكورات في قصتها كانت في الواقع زميلة مريضة في المصحة. هناك بعض الأدلة التي تشير إلى أن ماريا مونك تعرضت لإصابة في الدماغ عندما كانت طفلة؛ إذ أن إحدى النتائج المحتملة لهذه الإصابة المزعومة هي أنها تعرضت للتلاعب، وأنها ربما لم تكن قادرة على التمييز بين الحقيقة والخيال. هناك نتيجة محتملة أخرى لتلك الإصابة المزعومة تقول إن مونك لم يكن لديها الفهم الكافي للنتيجة المدمرة لادعاءاتها. قيل أيضًا إن ناشر كتبها أو كتّابها المخفيون تلاعبوا بها للعب دور من أجل نيل الأرباح، ولكن لم يكن هذا الادعاء مثبتًا. يعتبر العلماء كتاب مونك مجرّد خدعة.

## بيئة الإثارة المناهضة للكاثوليكية
نُشر كتاب مونك في بيئة أمريكية مليئة بالعداء المناهض للكاثوليكية (المدفوع جزئيًا بالهجرة الكاثوليكية الأيرلندية والألمانية إلى الولايات المتحدة في أوائل القرن التاسع عشر)، وتلاه أعمال الشغب في دير أورسولين بالقرب من بوسطن في عام 1834. اندلعت هذه الأحداث بسبب حادثة غادرت فيها إحدى الراهبات الدير ولكن أقنعتها رئيستها الأم ماري سانت جورج وأسقف بوسطن القس بيندكت فينويك بالعودة في اليوم التالي. أدت هذه الحادثة مباشرة إلى الادعاء بأن المرأة كانت محتجزة في الدير رغمًا عنها، فغزت الحشود الدير ثم أحرقته في محاولة لتحريرها.
نشرت ريبيكا ريد رواية قوطية مناهضة للكاثوليكية في عام 1835، وهي رواية ملونة للغاية عن الأشهر الستة التي قضتها كتلميذة خيرية أسقفية في مدرسة دير أورسولين في تشارلزتاون بماساتشوستس. ماتت ريد بمرض السل بعد وقت قصير من نشر كتابها، ويُعتقد كثيرًا أن مرضها كان بسبب التقشف الذي عاشته في الدير.
أصبح كتاب ريد من أكثر الكتب مبيعًا، وربما كانت مونك أو العاملون معها يأملون في الاستفادة من حركة السوق الواضحة لروايات الرعب المناهضة للكاثوليكية. يمكن لادعاءات مونك أن تكون قد صيغت على غرار الروايات القوطية التي كانت شائعة في القرن الثامن عشر وأوائل القرن التاسع عشر؛ وهو النوع الأدبي الذي استُخدِم بالفعل لإثارة المشاعر المعادية للكاثوليكية في أعمال مثل الراهبة لدينيس ديدرو. تجسد قصة مونك العناصر المميزة لامرأة شابة بريئة محاصرة في مزرعة نائية وقديمة ذات مناظر خلابة حيث تتعلم أسرارًا مظلمة وتهرب بعد مغامرات مروعة.
ادعت مونك أنها عاشت في الدير لمدة سبع سنوات، وحملت، وهربت لأنها لا تريد أن يُقتَل طفلها. روت قصتها للوزير البروتستانتي، القس جون جاي سلوكم، في نيويورك، الذي شجعها على أن تعيد روايتها لجمهور أوسع. ذكرت مجلة أميريكان بروتستانت فينديكيتور بأن مبيعات الكتاب وصلت إلى 26 ألف نسخة بحلول يوليو 1836. أصدر ناشرون آخرون لاحقًا كتبًا تدعم ادعاءات مونك أو مقلدة لها، ونشر بعضهم منشورات تدحض القصة. تحدث المؤرخ ريتشارد هوفستاتر في مقالته لعام 1964 بعنوان «الأسلوب المذعور في السياسة الأمريكية» عن الكتاب قائلًا: «ربما يكون الكتاب المعاصر الأكثر قراءة على نطاق واسع في الولايات المتحدة قبل رواية كوخ العم توم».